# Angolkisasszonyok
Az angolkisasszonyok szerzetesrend (2002-től a rend hivatalos neve: Congregatio Jesu, korábban: Institutum Beatae Mariae Virginis ; IBMV; angol nyelvterületen: Loreto Sisters) katolikus, pápai jogú női szerzetes intézmény. A közösség hivatása: apostoli tevékenység (oktatás-nevelés, szociális-egészségügyi, lelkiségi-pasztorális szolgálatok).

## Története
A rend elődszervezetét Ward Mária (1585. január 23. – 1645. január 30.) alapította 1609-ben, a franciaországi Saint-Omerben, ahol kollégiumot és iskolát nyitott Angliából menekült katolikus nemesi családok leányainak. Segíteni kívánta az egyházat a hit terjesztésében és védelmében:
- részben a leányifjúság nevelésével,
- részben más apostoli és szociális munkával.

Ward néhány munkatársa visszatért Angliába, hogy ott dolgozzon a katolikus hit megmentéséért. Ez az apostoli feladat új szerzetesi életformát igényelt, amire az alapítónő a jezsuitáknál talált mintát. Elhatározta, hogy olyan rendet alapít, amelynek elöljárója közvetlenül a pápának alárendelt, tagjait pedig nem kötelezi klauzúra. Ezt a tervét az angliai papság és a Római Kúria is ellenállással fogadta (részben a jezsuiták követése, részben a klauzúra elhagyása miatt).
VIII. Orbán 1631-ben föloszlatta a rendet, de a volt tagok folytathatták nevelő munkájukat. 1632-ben a pápa ismét engedélyezte, hogy Mária társaival Rómában közösségi életet kezdjen: a rend alapja ez az új közösség lett, aminek szabályzata lényegesen különbözik az alapítónő eredeti elgondolásától.
1700-ban az anyaházat Münchenbe helyezték át.
XI. Kelemen pápa 1701-ben megerősítette a rend szabályait; a végső jóváhagyást 1877-ben IX. Piusztól kapták meg.
- 1929-ben az anyaházat visszahelyezték Rómába.
- 1953-ban egyesítették a római, mainzi és St. Pölten-i rendtartásokat.
- 1990-ben 158 rendházukban már 2623 apáca élt.
- 2002-ben a rend 22 tartományában 2192 angolkisasszony tevékenykedett.

## Vezérgondolata, szervezete
Lelkiségi sajátossága: a belső fegyelmet a külső szabadsággal egyesítő szemlélődés Loyolai Szent Ignác szellemében.
A közösség nemzetközi központja:
Mater Generaloberin M. Annuntiata Pak IBMV
Via Nomentana, 250; I-00162 Roma; Olaszország ;
Tel.: 0039+(6)6860-0038; 0039+(6)6860-0008;
fax: 0039+(6)6860-7561

## A rend Magyarországon

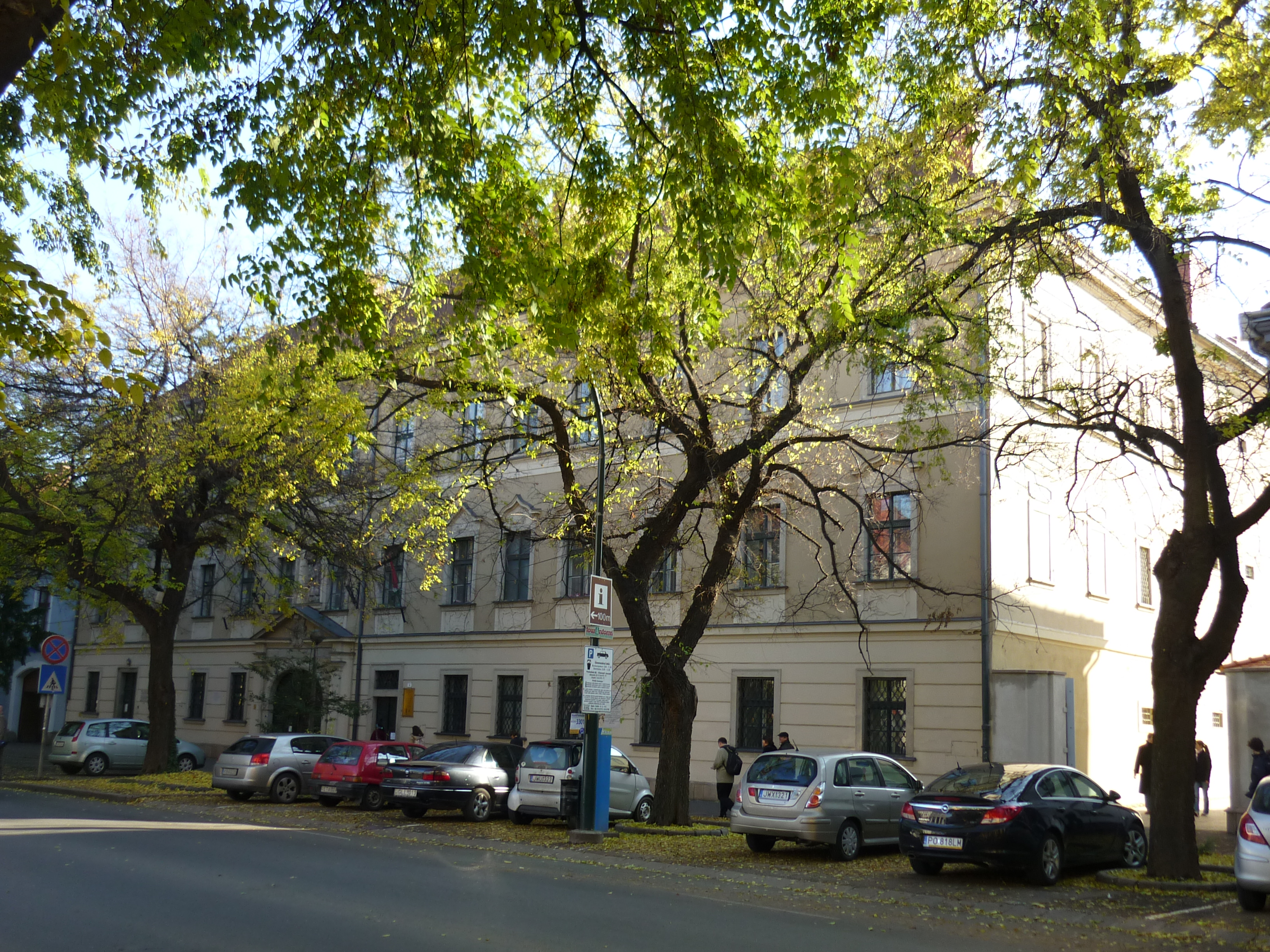
A „Sancta Maria” oktatóközpont (általános iskola, gimnázium, kollégium, zeneiskola és alapfokú művészeti iskola) — Eger, Kossuth Lajos utca 8.

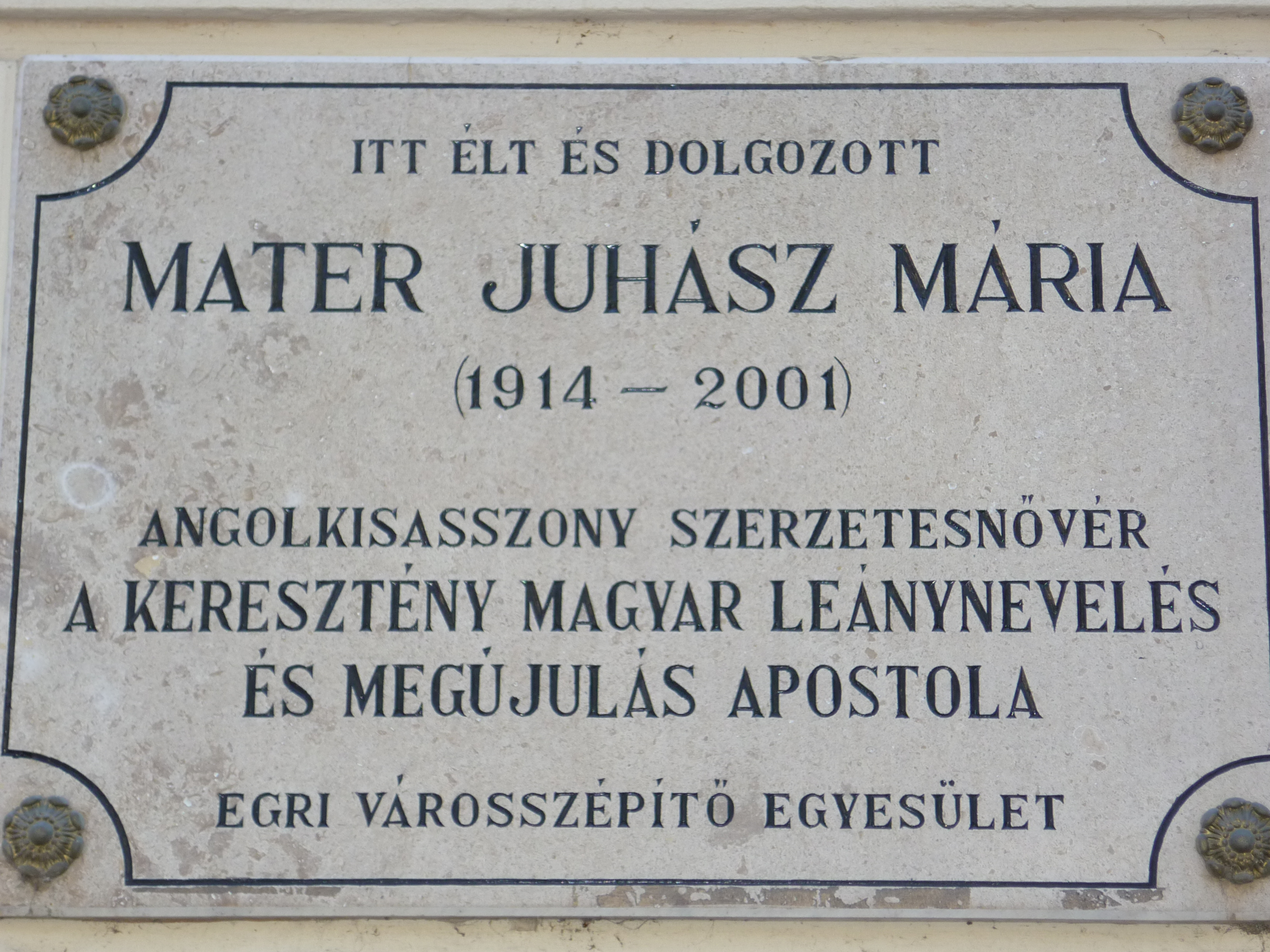
Juhász Mária emléktáblája a „Sancta Maria” oktatóközpont falán

Magyarországra Pázmány Péter hívta be a rendet 1628-ban, de az első rendházuk Pozsonyban csak hat évig működött. Végleges letelepítésük Mária Terézia műve. Az önálló magyar rendtartomány 1939-ben alakult meg; a magyar házak odáig az osztrák rendtartományhoz tartoztak.
A buda(pest)i házfőnöknők időrendben:
- 1770: Hohenfeld Katalin,
- 1780: Lechfeld Ludovika,
- 1794: Dióssy Zsófia,
- 1816: Lubics Anna,
- 1850: Spreng Leopoldina,
- 1858: Almásy Mária,
- 1920: Ghimessy Mária,
- 1926: Darvas Anna.

Tartományfőnöknők:
- 1939: Krigovszky Mária,
- 1967: Dellamartina Anna,
- 1971: Hajagos Mária,
- 1977: Bárány Irén,
- 1987: Bányay Mária
- 1993: Mayer Magdolna,
- 2002: Gärtner Julianna
- 2008: Knáb Judit.

A rendházak alapítása időrendben:
- 1770: Pest (1856: az első magyar tanítóképző, a 20. század elején: Polgári Iskolai Tanárképző, 1917-ben: Ward Kollégium).
- Eger (1852),
- Veszprém (1860),
- Eperjes (1882),
- Kecskemét (1917),
- Zugliget (1926),
- Nyíregyháza (1929),
- Klotildliget (1937),
- Élesd (Erdély, 1941)

A szervezetek és taglétszám alakulása:
- 1877: 4 zárdában 38 apáca,
- 1910: 152 apáca,
- 1930: 5 zárdában 295 apáca,
- 1950: 7 zárdában 400 apáca.

1948-ban 430 angolkisasszony tanított mintegy hatezer gyereket, de ekkor az iskolákat államosították. 1950. június 18-ról 19-ére virradó éjjel a budapesti és az egri zárdából a nővéreket Máriabesnyőre hurcolták. A veszprémi és a nyíregyházi apácák elmenekültek az elhurcolás elől, de a veszprémiek egy csoportját Csopakról Piliscsabára, majd a zirci lágerbe vitték. A kecskeméti zárda láger lett. 1950. szeptember 22-én minden apácának megtiltották a habitus viselését, és november 1-jéig el kellett hagyniuk a lágerokat. Azoknak, akik hajlandóak kilépni a rendből, lakást és állást kínáltak, de az ajánlatot senki sem fogadta el.
A rend 1989-ben éledt újjá, amikor november 19-én 4 nővér az üres pilisszentlászlói plébánián megkezdte a közösségi életet. 1990-ben a rendnek 138 tagja volt; azóta létszámuk lassan csökken.
2009-ben:
- három városban volt 8 osztályos leánygimnáziumuk és kollégiumuk, valamint egyetemi kollégiumuk és egy hitoktatóképző intézményük. Emellett az egyes egyházközségekben a hitoktatásban és pasztorációs munkában is részt vesznek.

A rend magyarországi összlétszáma 2009-ben: 121 fő, ebből:
- örökfogadalmas: 106,
- ideiglenes fogadalmas: 7,
- újonc: 4,
- jelölt: 4.

- A közösség magyar központja (4 fővel):

Knáb Judit CJ tartományfőnöknő
1056 Budapest, Váci utca 47.
Tel.: (1) 328 09 69
- Sancta Maria Általános Iskola és Leánygimnázium (17 fővel)

Zsolnay M. Magdolna IBMV, főnöknő
3300 Eger, Kossuth L. u. 8.
Tel.: (36)311-199
- Ward Mária Leánygimnázium és Kollégium (11 fővel)

Czigány M. Borbála IBMV, főnöknő
6000 Kecskemét, Czollner tér 5.
Tel.: (76)329-531; fax: (76)329-531
- Ward Mária Általános Iskola és Gimnázium,

a Pázmány Péter Katolikus Egyetem gyakorló iskolája  (2 fővel)
Wolszky M. Gizella IBMV, rendi összekötő
2081 Piliscsaba, Béla király u. 72.
Tel.: (26)373-125; iskola: (26)375-322
- Veszprémi Angolkisasszonyok Boldogságos Szűz Mária Intézete (4 fővel)

Herczeg M. Adél IBMV, főnöknő
8200 Veszprém, Iskola u. 5.
Tel.: (88)321-013

## A rend intézményei Magyarországon
Budapesti Ward Mária Általános Iskola, Gimnázium és Zeneművészeti Szakgimnázium
Cím: 1056 Budapest, Irányi u. 3.
Igazgató: Kalmanovits Zoltán
Honlap: www.wardmaria.hu

Congregatio Jesu Idősek Otthona
Igazgató: Dr. Deák Bárdos Gabriella
1125 Budapest Szarvas Gábor út 50.
Honlap: www.cj.hu Archiválva 2016. április 4-i dátummal a Wayback Machine-ben